# 约克 (内布拉斯加州)
约克（英語：York）位于美国内布拉斯加州中部，是约克县的县治。根据美国2000年人口普查，共有人口8,081人，其中白人占96.76%。

## 名人
- 弗雷德·尼布洛：电影导演